# Садунишвили, Тинатин Акакиевна
Тинатин Садунишвили (груз. თინათინ სადუნიშვილი; род. 22 декабря 1952) — советский и грузинский биолог и биохимик, доктор биологических наук, профессор, академик Академии наук Грузии (2015; член-корреспондент с 2009). Академик-секретарь НАН Грузии (с 2019). Лауреат Государственной премии Грузии (2021).

## Биография
Родилась 22 декабря 1952 года в Тбилиси, Грузинской ССР.
С 1970 по 1975 год обучалась на биологическом факультете Тбилисского государственного университета. 
С 1975 года на научно-исследовательской работе в Институте биохимии и биотехнологии имени Дурмишидзе АН Грузинской ССР — НАН Грузии в должностях: младший научный сотрудник, старший научный сотрудник и главный научный сотрудник, с 2005 года — заведующая научно-исследовательской лаборатории и с 2013 года — профессор и заведующая кафедрой биохимии и биотехнологии растений. С 1994 по 2004 год одновременно с научной занималась и педагогической работой в Грузинском техническом университете в качестве профессора кафедры биотехнологии. 
С 2013 года на педагогической работе в Аграрном университете Грузии в должности профессора. Одновременно с 2019 года — академик-секретарь кафедры биологических наук Академии наук Грузии. Помимо основной деятельности в качестве приглашённого профессора работала во многих зарубежных высших учебных и научных заведениях.

### Научно-педагогическая деятельность и вклад в науку
Основная научно-педагогическая деятельность Т. Садунишвили была связана с вопросами в области биологии и биохимии и исследованиями в области изучения структурно-функциональных изменений в растительных клетках при  загрязненияз, усвоения аммиака, физико-химические свойства азота и потребления азота при его метаболизме у растительной среды. Т. Садунишвили являлась одним из основных исследователей в рамках международных проектов в области фитопатогенных бактерий и их специфических бактериофагов, микробных консорциумов, разработки технологий фито и био-ремедиации.
В 1980 году защитил кандидатскую диссертацию по теме: «Свойства глутамат- и малатдегидрогеназ лимона», в 1995 году защитила докторскую диссертацию на соискание учёной степени доктор биологических наук по теме: «Исследования структуры, кинетики и регуляции ферментов азотистого обмена; путей усвоения аммиака в растениях». В 1998 году ей присвоено учёное звание профессор. В 2009 году была избрана член-корреспондентом, а в 2015 году — действительным членом НАН Грузии. Т. Садунишвили было написано более ста научных работ, в том числе  монографий.